# Stukkó

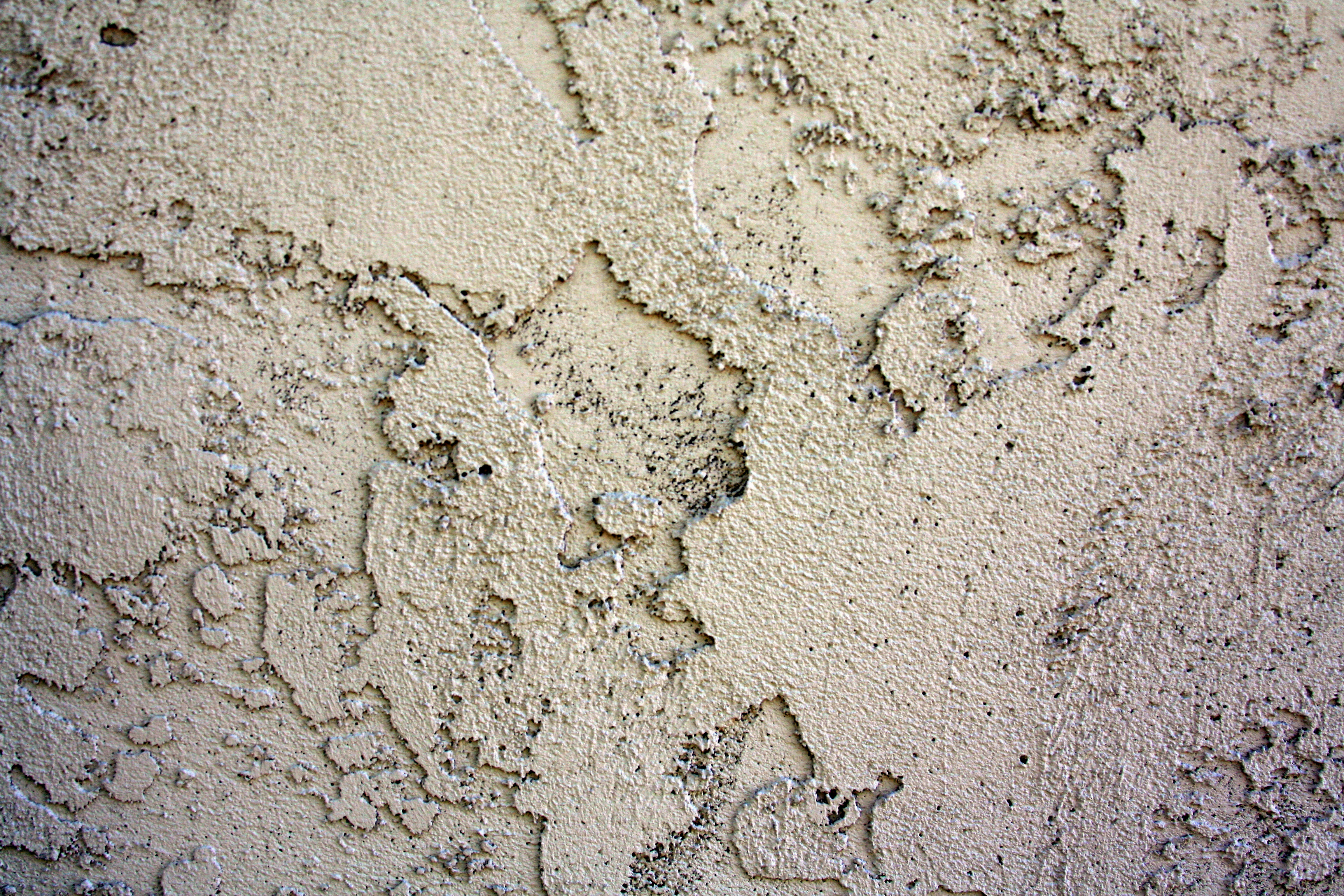
Egy lakóház több mint 25 éves külső stukkó bevonata.

A stukkó a belső felületek díszítésére szolgáló speciális keverékű gipszvakolat, gipszplasztika. Az ilyen díszeket készítő mesterember vagy művész neve: stukkátor.

## Alkotóelemei
A keveréket rendszerint gipszből, mészporból, homokból, enyves vízből (olykor tojásfehérjéből) és festékből készítik.

## Mintázása
Vagy a falon mintázzák meg, vagy az előre elkészített díszítőelemeket ragasztják fel a falfelületre, illetve a mennyezetre.
- Előbbi esetben a stukkót plasztikusan hordják fel, megvárják, amíg megszárad, majd faragják, csiszolják, színezik, illetve aranyozzák.

- Utóbbi esetben egyes változatait papírmaséból készítik el, majd ezt gipsszel vonják be, és úgy ragasztják fel.

## Használata
A stukkót mezopotámiai kultúrában találták fel; használták a krétai, a mükénéi, az etruszk és a római építészetben is, majd hosszú időre részben feledésbe merült. Az ókeresztény építészetben igen korlátozottan fordult elő, majd az angol gótika újra felfedezte ('plaster work'). Virágkorát a barokk, a rokokó és kiváltképp a copf stílusban élte (az utóbbi nevét adó copf-motívum is stukkódísz). A historizmusban és eklektikában kőből faragott díszek helyett használták. A szecesszió után kiment a divatból, majd a posztmodern építészet vette újra elő.
Korai változataira a falon mintázott fajták jellemzőek; az előre gyártott stukkó ékítmények a 19. század historizáló építészetével terjedtek el tömegesen.
Sokáig főleg a belső felületek (falak, mennyezetek) díszítésére használták, mert a gipsz nem időálló. Főképp alakos és ornamentális díszítéseket, húzott párkánytagozatokat alakítottak ki belőle. A papírmasé stukkó megjelenésével a külső falakon is tömegessé vált.

## A velencei stukkó
A velencei stukkó többrétegű, márványszerű felületet képező strukturált vakolat. Tartós, többé-kevésbé vízálló falburkolási eljárás.